# 小㞍健太
小㞍 健太（小尻 健太、こじり けんた、1981年 - ）は、日本のクラシックバレエ出身のコンテンポラリー・ダンスダンサー、舞踊家、振付家である。

## 略歴
1999年 ローザンヌ国際バレエコンクールでプロフェッショナルスカラーシップ賞を受賞。その後、モナコ公国モンテカルロバレエ団、ネザーランド・ダンス・シアター2 を経て、ネザーランド・ダンス・シアター1 に、日本人男性として初めて入団する。キリアン、エック、フォーサイス、ナハリン、ライトフット、マネン、マクレガー、パイトなどヨーロッパのダンス界をリードする振付家の作品に出演。ネザーランド・ダンス・シアター(NDT) 創立50周年記念シーズンでは、キリアン振付「Mémoires d'Oubliettes」を初演し、キリアンスタイルの境地にいるダンサーと高く評価された。
2010年にキリアンの退団と共にNDTを離れ、「Inscription」（りゅーとぴあ新潟市民芸術文化会館レジデンシャルダンスカンパニー Noism2 委託）、自作自演ソロ作品「のちのおもひに」などの創作活動をはじめ、キリアンプロダクション、シルヴィ・ギエム「6000 Miles Away」、Noism1にゲストメンバーとして出演するなど、ダンサー、振付家として国内外で活動。
2018年、NHK BSプレミアムの地域発ドラマ「あったまるユートピア」で振付・指導を担当。

## 主な受賞歴
- 第27回ローザンヌ国際バレエコンクール　プロフェッショナル・スカラーシップ賞
- 第5回世界バレエ＆モダンダンスコンクール　モダンダンス部門　第3位